# Tour Down Under 2007
La 9.ª edición del Tour Down Under (llamado oficialmente: Santos Tour Down Under) fue una carrera de ciclismo en ruta por etapas que se celebró entre el 17 y el 21 de enero de 2007 en Australia con inicio y final en la ciudad Adelaida sobre un recorrido de 694 kilómetros.
La carrera formó parte del UCI Oceania Tour 2006-2007 dentro de la categoría 2.HC (máxima categoría de estos circuitos).
La carrera fue ganada por el corredor suizo Martin Elmiger, en segundo lugar Karl Menzies y en tercer lugar Lars Bak.

## Clasificaciones finales
- Las clasificaciones finalizaron de la siguiente forma:[3]

### Clasificación general
| \| Clasificación general \| Clasificación general \| Clasificación general \| Clasificación general \| Clasificación general \| \| Ciclista \| Ciclista \| Equipo \| Tiempo \| \| \| --------------------- \| --------------------- \| ---------------------- \| --------------------- \| --------------------- \| \| 1.º \| Martin Elmiger \| AG2R Prévoyance \| 15 h 46 min 38 s \| \| \| 2.º \| Karl Menzies \| Health Net-Maxxis \| + 3 s \| \| \| 3.º \| Lars Ytting Bak \| CSC \| + 11 s \| \| \| 4.º \| Matthew Lloyd \| Predictor-Lotto \| + 13 s \| \| \| 5.º \| Gustav Larsson \| Unibet.com \| + 21 s \| \| \| 6.º \| Luke Roberts \| CSC \| + 50 s \| \| \| 7.º \| Gene Bates \| Southaustralia.com-AIS \| + 50 s \| \| \| 8.º \| Paolo Longo Borghini \| Barloworld \| + 55 s \| \| \| 9.º \| Yannick Talabardon \| Crédit Agricole \| + 55 s \| \| \| 10.º \| Simon Clarke \| Southaustralia.com-AIS \| + 1 min 43 s \| \| |                      |                        |                  |
| |                      |                        |                  |
| Fuente: ProCyclingStats |                      |                        |                  |
| Clasificación general |                      |                        |                  |
| Ciclista | Ciclista             | Equipo                 | Tiempo           |
| 1.º | Martin Elmiger       | AG2R Prévoyance        | 15 h 46 min 38 s |
| 2.º | Karl Menzies         | Health Net-Maxxis      | + 3 s            |
| 3.º | Lars Ytting Bak      | CSC                    | + 11 s           |
| 4.º | Matthew Lloyd        | Predictor-Lotto        | + 13 s           |
| 5.º | Gustav Larsson       | Unibet.com             | + 21 s           |
| 6.º | Luke Roberts         | CSC                    | + 50 s           |
| 7.º | Gene Bates           | Southaustralia.com-AIS | + 50 s           |
| 8.º | Paolo Longo Borghini | Barloworld             | + 55 s           |
| 9.º | Yannick Talabardon   | Crédit Agricole        | + 55 s           |
| 10.º | Simon Clarke         | Southaustralia.com-AIS | + 1 min 43 s     |